# Ультрапредел
Ультрапредел — конструкция, позволяющая определить предел для широкого класса математических объектов. 
В частности, она работает для числовых последовательностей и последовательностей точек в метрическом пространстве, допускает обобщения на последовательности метрических пространств и последовательности функций на них.
Эта конструкция использует существование неглавного ультрафильтра, доказательство которого в свою очередь использует аксиому выбора.
После выбора неглавного ультрафильтра ультрапредел даёт канонический выбор частного предела последовательности и, таким образом, позволяет избежать многократного перехода к подпоследовательности.

## Неглавный ультрафильтр
Напомним, что ультрафильтр {\displaystyle \omega } на множестве натуральных чисел {\displaystyle \mathbb {N} } — это множество подмножеств множества {\displaystyle \mathbb {N} }, которое замкнуто относительно операции пересечения и перехода к надмножеству, и для любого подмножества {\displaystyle X\subset \mathbb {N} } оно содержит либо {\displaystyle X}, либо дополнение {\displaystyle \mathbb {N} \setminus X}.
Ультрафильтр называется неглавным, если он не содержит конечных множеств.

## Определения
Далее {\displaystyle \omega } — неглавный ультрафильтр на множестве натуральных чисел {\displaystyle \mathbb {N} }.

## Ультрапредел точек
Если {\displaystyle (x_{n})_{n\in \mathbb {N} }} — последовательность точек в метрическом пространстве {\displaystyle M}, то точка {\displaystyle x_{\omega }\in M} называется {\displaystyle \omega }-пределом  {\displaystyle (x_{n})}, если для каждого {\displaystyle \varepsilon >0} подмножество
{\displaystyle \{\,n\in \mathbb {N} \mid d(x_{n},x_{\omega })\leqslant \varepsilon \,\}}
содержится в {\displaystyle \omega }.
В этом случае пишут и обозначается {\displaystyle x_{\omega }=\lim _{n\to \omega }x_{n}} или {\displaystyle x_{n}\to x_{\omega }} при {\displaystyle n\to \omega }.

## Ультрапредел пространств
Пусть {\displaystyle (M_{n})_{n\in \mathbb {N} }} — последовательность метрических пространств.
Рассмотрим всевозможные последовательности точек {\displaystyle x_{n}\in M_{n}}.
Для двух таких последовательностей определим расстояние как
{\displaystyle |(x_{n})-(y_{n})|=\lim _{n\to \omega }|x_{n}-y_{n}|_{M_{n}}.}
Функция {\displaystyle ((x_{n}),(y_{n}))\mapsto |(x_{n})-(y_{n})|} является псевдометрикой со значениями в {\displaystyle [0,\infty ]}.
Соответствующее {\displaystyle \infty }-метрическое пространство {\displaystyle M_{\omega }} называется {\displaystyle \omega }-пределом последовательности {\displaystyle M_{n}}.
В этом случае пишут и обозначается {\displaystyle M_{\omega }=\lim _{n\to \omega }M_{n}} или {\displaystyle M_{n}\to M_{\omega }} при {\displaystyle n\to \omega }.

## Ультрастепень
Ултрапредел постоянной последовательности метрических пространств {\displaystyle M_{n}=M} для ултрафильтра {\displaystyle \omega } также называется ултрастепенью, {\displaystyle \omega }-степенью, ультрапополнением или {\displaystyle \omega }-пополнением.
Обычно  {\displaystyle \omega }-степень {\displaystyle M} обозначается {\displaystyle M^{\omega }}.
{\displaystyle M^{\omega }} совпадает с {\displaystyle M} только если {\displaystyle M} — компактно.

## Свойства
- Если {\displaystyle \omega }-предел последовательности точек существует, то он единственный.
- Если метрическое пространство компактно, то {\displaystyle \omega }-предел любой последовательности точек существует и единственный.
  - В частности, любая ограниченная последовательность вещественных чисел имеет вполне определённый {\displaystyle \omega }-предел в {\displaystyle \mathbb {R} }.
- {\displaystyle \omega }-предел последовательности является её частичным пределом.
  - В частности, если {\displaystyle x=\lim _{n\to \infty }x_{n}}, то и в стандартном смысле {\displaystyle x=\lim _{n\to \omega }x_{n}}.
- Ультрапредел последовательности может отличаться от ультрапредела подпоследовательности.
- Равенство 
{\displaystyle f(\lim _{n\to \omega }x_{n})=\lim _{n\to \omega }f(x_{n})}

выполняется для произвольной непрерывной функции {\displaystyle f}, определённой в точке {\displaystyle x_{\omega }=\lim _{n\to \omega }x_{n}}.
- В частности:
{\displaystyle \lim _{n\to \omega }(x_{n}+y_{n})=\lim _{n\to \omega }x_{n}+\lim _{n\to \omega }y_{n}}
{\displaystyle \lim _{n\to \omega }(x_{n}\cdot y_{n})=(\lim _{n\to \omega }x_{n})\cdot (\lim _{n\to \omega }y_{n})}